# Европейски язовец
Европейският язовец (Meles meles), наричан още борсук е един от трите вида на род Язовци (Meles) на семейство Порови (Mustelidae). Разпространен е в цяла Европа (вкл. България), Мала Азия и части от Близкия изток.

## Описание
Тялото на европейския язовец е дълго до 90 см, покрито с груба козина – на главата бяла, на гърба сива, по краката черна. От муцуната през очите и ушите минава по една черна ивица. Опашката е къса, с дължина до 20 см. Краката също са къси.

## Изменчивост и вътревидова систематика
На пръв поглед липсва полов диморфизъм, но в действителност размерите на черепа показват, че женските са с 5 – 10% по-дребни.

## Разпространение
Разпространен е в Европа и части от Азия. Среща се и в България.

## Местообитание
Разпространен е в Стара планина, в обезлюдени местности и винаги край река или поне извор.

## Активност
Европейският язовец е активен предимно нощем. Единственият представител на сем. Порови, който спи зимен сън.

## Убежища
Изкопава си убежища в земята, снабдени с дълги ходове и няколко входа. Обикновено язовците живеят в общности, като големината им зависи от наличието на храна наоколо. Оглавяват се от мъжкар, който гони пришълците. В една бърлога могат да живеят до 15 язовеца. Европейският язовец е единственото животно, което допуска „квартиранти“ в жилището си. По време на зимния му сън, наблизо навътре в някой от входовете на лабиринтовото му жилище се настаняват лисици. Фактът, че язовецът не ги гони, се обяснява с това, че лисиците спират течението в жилището му и то става по-топло.

## Храна
Храни се с разнообразна храна – плодове, дребни гръбначни, най-различни безгръбначни и други.

## Размножаване
В края на зимата женската, скрита в леговището си, ражда 3 или 4 малки. Кърми ги в продължение на 5 месеца. На възраст от 8 седмици те започват да излизат навън.

## Взаимодействие с хората
Може да се гледа в домашни условия, много е агресивен, но лесно се привързва към човека. За разлика от своите подземни „събратя“ (къртици, слепи кучета и т.н.) той не търси близост с хората, а дистанция. Личното си разстояние спрямо хората, обаче той е склонен да пренебрегне, ако те не го тревожат с присъствието си. Такива обикновено са пчеларите, но язовецът пази кошерите от мишки – едни от най-големите врагове на пчелите. Почиства пчелина от враговете му, стига пчеларят да не нарушава спокойствието му. Помага, без да пречи.